# Nothobranchius bojiensis
Nothobranchius bojiensis är en fiskart som beskrevs av Wildekamp och Haas 1992. Nothobranchius bojiensis ingår i släktet Nothobranchius, och familjen Nothobranchiidae. IUCN kategoriserar arten globalt som sårbar. Inga underarter finns listade i Catalogue of Life.